# 外国人参政権裁判
外国人参政権裁判（がいこくじんさんせいけんさいばん）では、日本における外国人参政権請求裁判について概説する。これまでに、国政参政権、地方参政権、国政被選挙権について請求裁判が行われ、いずれも最高裁においてすべて請求棄却された。
2021年現在においても、日本国内法では国政地方ともに外国人参政権は認められていない。
1995年（平成7年）2月28日の最高裁判決は、判決において請求棄却とした。また[一般的に[傍論]と述べられる部分]において「憲法は法律をもって居住する区域の地方公共団体と特段に緊密な関係を持つに至った定住外国人に対し地方参政権を付与することを禁止していないが、それは国の立法政策にかかわる事柄であって、そのような立法を行わないからといって違憲の問題は生じない」とした。この「定住外国人に対し地方参政権を付与することを禁止していない」の部分が後に参政権付与運動の根拠とされ、2010年11月29日には菅内閣が、傍論部分を「最大限尊重しなければならない」とする政府答弁書を閣議決定した。しかし、これに対しては傍論作成に関与した元最高裁判事園部逸夫が「ありえない」と批判した。

## 法的概説
外国人参政権の付与請求運動も、裁判判決も、いずれもなんらかの法曹学説（解釈）を根拠とする。2013年現在、日本の法曹通説および判決においては、外国人参政権は人権のような前国家的権利ではなく、国民主権に反するがゆえ憲政上保証されないとする。
ただし、平成7年の最高裁判決のいわゆる「傍論」が部分的許容説を示したものとして、参政権付与を請求する運動や、それを支持する民主党などは参政権付与の根拠としている。しかし、憲政上、これは法曹学説に異論があり、また、認識に混同があるとして批判されている(後述）。

### 外国人参政権に関する憲法解釈
憲法学者の芦部信喜は、人権は前国家的権利であるが、参政権は前国家的権利ではないとしている。すなわち、外国人に人権享有主体が認められるとしても、日本国民と日本国との身分上の恒久的結合関係とは異なり、外国人と日本国との関係は、場所的居住関係にすぎない。そのため、外国人は日本国民と異なる扱いを受けるとした。
現在、日本の法曹では、
1. 参政権は前国家的権利ではなく、
2. 外国人に参政権を保証することは国民主権に反し、
3. 外国人には、国政地方問わず、参政権は憲政上保証されない

とする否定説が存在し、その学説の立場では、外国人参政権付与を認めない。

### 部分的許容説(特に長尾論文)
外国人参政権付与請求裁判が開始される以前の1988年、長尾一紘中央大学教授（憲法学）が、論文「外国人の人権－選挙権を中心として」において、ドイツの学説である「部分的許容説」を日本で初めて唱え、日本国憲法下でも外国人に地方参政権を付与できると主張した。この論文は最高裁の平成7年(1995年)判決の「傍論」にも影響を与えた。
平成7年の最高裁判決では外国人の地方参政権について、「全ての外国人に国政において参政権は憲法上保障されない」とする"否定説"に立ったものの、傍論と一般によばれる部分で「地方レベルの参政権については法律による付与は憲法上許容される」と記し、"部分的許容説"に立っている。
しかし、民主党を中心とする連立政権が誕生し、外国人への地方選挙付与が現実味を帯びたことで、長尾は自説に対し疑義を抱き、2009年12月に「部分的許容説は維持できない。違憲である」とした。
長尾はその理由として、「現実の要素が法解釈に影響を与える『立法事実の原則』からも、部分的許容説は誤りである」「国家解体に向かう最大限に危険な法律を制定しようというのは、単なる憲法違反では済まない」と再主張した。
自身が学説を紹介したことで外国人参政権付与が勢いづいたことに関しては「私の読みが浅かった。慚愧（ざんき）に堪えない」と謝罪した。
元来、「部分的許容説」は、ドイツの学会において少数説であったものを長尾教授が輸入した学説である。ドイツでは、1989年にハンブルク(8年以上滞在する「全ての外国人」に対して、7つの行政区における選挙権)とシュレースヴィヒ＝ホルシュタイン州(5年以上滞在するデンマーク人・スウェーデン人・ノルウェー人・アイルランド人・オランダ人に対する選挙権)が、それぞれ外国人に地方参政権を付与する法改正をなし、これが憲法訴訟に発展した。ドイツ連邦憲法裁判所は1990年10月にこの法改正を違憲とする判決を出した。こうして、ドイツでは「部分的許容説」は否定された。その後、「ヨーロッパ連合条約の批准」という要請に応じて1990年に憲法を改正。EU加盟国国民に限って地方参政権を認めた改憲を行った。これによって現憲法下のドイツにおいて「部分的許容説」は実務上の意味を失っている。

## これまでの最高裁判決一覧
これまで外国人参政権付与を求める訴訟がいくつか行われているが、全てが退けられている。
最高裁判決は、これまでに平成5年(ヒッグス・アラン裁判）、平成7年(傍論を付された)、平成10年（国政被選挙権）、平成12年 （地方参政権） の計四つ行われた。

### 平成5年2月26日最高裁判決（国政参政権）
日本在住でイギリス国籍のヒッグス・アランが、これまでに国政参政権と地方参政権の双方について提訴したが、いずれも請求棄却された。
ヒッグス・アランは、参院選で投票できず精神的苦痛を受けたとして、1989年11月17日、国に損害賠償を請求して提訴した。1991年3月29日 大阪地裁で請求が棄却された。そのひと月後の4月22日今度は、地方参政権を求めて提訴した。
国政参政権請求裁判はその後、1992年7月31日 大阪高裁で控訴棄却、1993年2月26日に最高裁で上告棄却となった。判決ではマクリーン事件最高裁判決を引用しつつ、外国人の人権には、その性質により保障されるものとされないものがあり、国政参政権は国家を前提とする権利であり、日本国民にのみ保障されているものとした。地方参政権請求裁判についても、1995年4月25日 最高裁は上告棄却した。

### 平成7年2月28日最高裁判決（地方参政権)
1990年、特別永住者である在日韓国人が、大阪市の各選挙管理委員会に対して、彼らを選挙名簿に登録することを求めて公職選挙法24条に基づき、異議の申出をした。選挙管理委員会がこれを却下したため、同年11月、在日韓国人らが却下決定取消しを求めて大阪地裁に提訴した。裁判の結果、1993年6月29日 に請求棄却。1995年2月28日には最高裁は上告を棄却した。
日本における外国人地方参政権の議論は、この平成7年最高裁判決の内、特に「傍論」と呼ばれる部分に端を発する。現在、日本国内で議論として扱われている「外国人参政権」は、この地方参政権を指す。
詳細は後述節。

### 平成10年3月13日最高裁判決（国政被選挙権）
在日朝鮮人3世李英和を代表にした外国人政党「在日党」が1992年の参議院議員選挙に立候補できなかったことを争ったが、1998年（平成10年）3月13日に最高裁は訴えを退けた。

### 平成12年4月25日最高裁判決（地方参政権）
1991年5月2日、永住資格をもつ在日韓国人(特別永住者)ら4人が福井地方裁判所に提訴。最高裁は上告棄却。
1994年10月5日 地裁判決 棄却
1996年6月26日 名古屋高等裁判所金沢支部判決 棄却
2000年4月25日 最高裁判決 棄却

## 平成7年最高裁判決における諸問題
以下、最高裁判所が1995年（平成7年）2月28日に判決した、外国人の地方参政権についての憲法判断が為された裁判の判例について述べる。
1990年11月、特別永住者たる在日韓国人らは、自分たちを選挙人名簿に登録するよう大阪市の選挙管理委員会に申し立てた異議が却下されたことを受け、その却下の決定の取消を求め、大阪地方裁判所に提訴した。

### 判決
大阪地方裁判所判決
1993年6月29日、大阪地方裁判所は、
- 憲法15条の「国民」とは「日本国籍を有する者」に限られ、定住外国人には公務員の選定・罷免権は認められない。
- 憲法93条2項の「住民」は「日本の国民であること」が前提となっている。
- よって日本国籍を有しない定住外国人には参政権を憲法が保障していると認めることはできない。

と判示し、原告の請求を棄却した。
これを受けた原告は、判決を不服とし、公職選挙法25条3項に基づき、最高裁判所に上告した。
最高裁判所の判決
平成7年(1995年)2月28日、最高裁第三小法廷は、上告を棄却した。これにより、原告敗訴の1審大阪地裁判決が確定した。担当裁判官は、可部恒雄(裁判長)、園部逸夫、大野正男、千種秀夫、尾崎行信の5名である。

### 判決全文
主文
本件上告を棄却する。
上告費用は上告人らの負担とする。
理由
上告代理人相馬達雄、同平木純二郎、同能瀬敏文の上告理由について
憲法第三章の諸規定による基本的人権の保障は、権利の性質上日本国民のみをその対象としていると解されるものを除き、我が国に在留する外国人に対しても等しく及ぶものである。そこで、憲法一五条一項にいう公務員を選定罷免する権利の保障が我が国に在留する外国人に対しても及ぶものと解すべきか否かについて考えると、憲法の右規定は、国民主権の原理に基づき、公務員の終局的任免権が国民に存することを表明したものにほかならないところ、主権が「日本国民」に存するものとする憲法前文及び一条の規定に照らせば、憲法の国民主権の原理における国民とは、日本国民すなわち我が国の国籍を有する者を意味することは明らかである。
そうとすれば、公務員を選定罷免する権利を保障した憲法一五条一項の規定は、権利の性質上日本国民のみをその対象とし、右規定による権利の保障は、我が国に在留する外国人には及ばないものと解するのが相当である。
そして、地方自治について定める憲法第八章は、九三条二項において、地方公共団体の長、その議会の議員及び法律の定めるその他の吏員は、その地方公共団体の住民が直接これを選挙するものと規定しているのであるが、前記の国民主権の原理及びこれに基づく憲法一五条一項の規定の趣旨に鑑み、地方公共団体が我が国の統治機構の不可欠の要素を成すものであることをも併せ考えると、憲法九三条二項にいう「住民」とは、地方公共団体の区域内に住所を有する日本国民を意味するものと解するのが相当であり、右規定は、我が国に在留する外国人に対して、地方公共団体の長、その議会の議員等の選挙の権利を保障したものということはできない。
以上のように解すべきことは、当裁判所大法廷判決（最高裁昭和三五年（オ）第五七九号同年一二月一四日判決・民集一四巻一四号三〇三七頁、最高裁昭和五〇年（行ツ）第一二〇号同五三年一〇月四日判決・民集三二巻七号一二二三頁）の趣旨に徴して明らかである。
このように、憲法九三条二項は、我が国に在留する外国人に対して地方公共団体における選挙の権利を保障したものとはいえないが、憲法第八章の地方自治に関する規定は、民主主義社会における地方自治の重要性に鑑み、住民の日常生活に密接な関連を有する公共的事務は、その地方の住民の意思に基づきその区域の地方公共団体が処理するという政治形態を憲法上の制度として保障しようとする趣旨に出たものと解されるから、我が国に在留する外国人のうちでも永住者等であってその居住する区域の地方公共団体と特段に緊密な関係を持つに至ったと認められるものについて、その意思を日常生活に密接な関連を有する地方公共団体の公共的事務の処理に反映させるべく、法律をもって、地方公共団体の長、その議会の議員等に対する選挙権を付与する措置を講ずることは、憲法上禁止されているものではないと解するのが相当である。しかしながら、右のような措置を講ずるか否かは、専ら国の立法政策にかかわる事柄であって、このような措置を講じないからといって違憲の問題を生ずるものではない。
以上のように解すべきことは、当裁判所大法廷判決（前掲昭和三五年一二月一四日判決、最高裁昭和三七年（あ）第九〇〇号同三八年三月二七日判決・刑集一七巻二号一二一頁、最高裁昭和四九年（行ツ）第七五号同五一年四月一四日判決・民集三〇巻三号二二三頁、最高裁昭和五四年（行ツ）第六五号同五八年四月二七日判決・民集三七巻三号三四五頁）の趣旨に徴して明らかである。
以上検討したところによれば、地方公共団体の長及びその議会の議員の選挙の権利を日本国民たる住民に限るものとした地方自治法一一条、一八条、公職選挙法九条二項の各規定が憲法一五条一項、九三条二項に違反するものということはできず、その他本件各決定を維持すべきものとした原審の判断に憲法の右各規定の解釈の誤りがあるということもできない。所論は、地方自治法一一条、一八条、公職選挙法九条二項の各規定に憲法一四条違反があり、そうでないとしても本件各決定を維持すべきものとした原審の判断に憲法一四条及び右各法令の解釈の誤りがある旨の主張をもしているところ、右主張は、いずれも実質において憲法一五条一項、九三条二項の解釈の誤りをいうに帰するものであって、右主張に理由がないことは既に述べたとおりである。
以上によれば、所論の点に関する原審の判断は、正当として是認することができる。論旨は採用することができない。
よって、行政事件訴訟法七条、民訴法四〇一条、九五条、八九条、九三条に従い、裁判官全員一致の意見で、主文のとおり判決する。

### 判例の解説
この判例の判決理由は、
- 憲法93条2項の住民とは日本国民のことであり、在留外国人に地方参政権を保障したものではない。
- 憲法は法律をもって居住する区域の地方公共団体と特段に緊密な関係を持つに至った定住外国人に対し地方参政権を付与することを禁止していないが、それは国の立法政策にかかわる事柄であって、そのような立法を行わないからといって違憲の問題は生じない。
- 選挙権を日本国民たる住民に限るものとした地方自治法11条、18条、公職選挙法9条2項の規定は違憲ではない。

との旨を判示した、3つの部分に大きく分かれる。

### 平成7年最高裁判決における判例と「傍論」
この判例の判決理由の内、特に「憲法は法律をもって居住する区域の地方公共団体と特段に緊密な関係を持つに至った定住外国人に対し地方参政権を付与することを禁止していない」という「部分的許容説」を示した部分すなわち判決理由の第二段落について、これまで一般に「傍論」とされてきたが、元最高裁判事園部逸夫は、判決判断を行ううえでの理由を説明したものにすぎず、「傍論」ではないと発言している（後述）。
2005年、在日韓国人が日本国籍を有さないために公務員管理職試験の受験を拒否されたことから争われた、別の裁判の最高裁判決（最判平成17・1・26）では、その調査官解説の中で、この判例の「部分的許容説」部分についても言及され、「この説示は傍論である」とされている。ほか、常本照樹 、宇都宮純一 、門田孝 、相馬達雄 、青柳幸一 、長谷部恭男らの法学者や法曹も、この部分を「傍論」とする。
ほかにも読売新聞は2009年10月10日の社説で、「選挙権付与に積極的な論者が根拠とするのは、在日韓国人が地方選挙権を求めた訴訟での95年最高裁判決だ。傍論部分で、憲法上は禁止されておらず、国の立法政策にかかわる問題としている。」と述べ、また産経新聞も2010年1月17日記事で、「この傍論が『最高裁は外国人の地方参政権の付与に対して違憲ではないと判断した』などと強調され、推進する立場の人たちによって外国人参政権付与の根拠として持ち出されてきた経緯がある。」と指摘している。

### 傍論に関する枝野発言
また、2010年3月5日、（弁護士資格を有する）枝野幸男内閣府特命担当大臣（鳩山由紀夫政権の「法令解釈」担当も併任）は、「傍論といえども最高裁の見解」、「行政府で（傍論と）異なる見解をとることは憲法に照らして許されない」と述べている。

### 判決理由および「傍論」に関する園部発言
この判決をした第三小法廷に最高裁判所裁判官として所属し、傍論作成に関与した園部逸夫は、2007年にこの問題に関し以下の発言をしている。
園部は、調査官解説へのコメントとして、本判決理由は、解説が要約しているように（1）第一段落、（2）第二段落及び（3）第三段落の三つからなり、本判決の判例部分は（3）第三段落としている。
また、2007年には、
| 「判例集は、第三の部分を判例とし、第一と第二は判例の先例法理を導くための理由付けに過ぎない。第一、第二とも裁判官全員一致の理由であるが、先例法理ではない。第一を先例法理としたり第二を傍論又は少数意見としたり、あるいは第二を重視したりするのは、主観的な批評に過ぎず、判例の評価という点では、法の世界から離れた俗論である。」 |

と述べて、「判決の理由」について述べた部分のみをとりだして「傍論」として重視するのは「主観的な批評」であり「俗論」として痛烈に批判した。
しかし、園部によれば、参政権付与運動側の主張する根拠である「傍論」における解釈は要請説的解釈であり、最高裁判所の立場ではなく、そもそも判例と傍論を区別するという法理は日本の制定法主義の中に存在しないということである。
この見方からすれば、菅首相の「傍論を最大限尊重する」といった発言や、元弁護士でもある枝野大臣の「傍論といえども最高裁の見解」「行政府で（傍論と）異なる見解をとることは憲法に照らして許されない」といった発言は、そもそも許容説的見解でなく、要請説的立場であるため、主観的な批評または俗論であり、したがってなんら法理的な根拠を持っていないとされる。園部は、「傍論の政治的利用」についても批判している。
つまり、一般的に傍論とされる部分において部分的許容説を取っているからと言って、ただちに、立法的解決を要請されるものではないということである。
また園部は、第二の判決理由(いわゆる「傍論」)について、そもそも不要であったとし、この判決の将来における見直しについて、最高裁大法廷で判決を見直すことができるし、判決は金科玉条で一切動かせないわけではないとした。
また、1999年朝日新聞において自身が「傍論」として論じたことについて、2010年2月、「これは言葉が悪かった」とした。さらに、続く記者からの「これでみんなが傍論と言ってるのでは」との問に対して、「“傍論”なんて言った覚えない」とし、「傍論」を「政治的に利用すること」について注意を喚起したうえで批判した。